# Urși (okręg Aluta)
Urși – wieś w Rumunii, w okręgu Aluta, w gminie Leleasca. W 2011 roku liczyła 91 mieszkańców.